# Porcelaine de Chantilly
Pour les articles homonymes, voir Chantilly (homonymie).

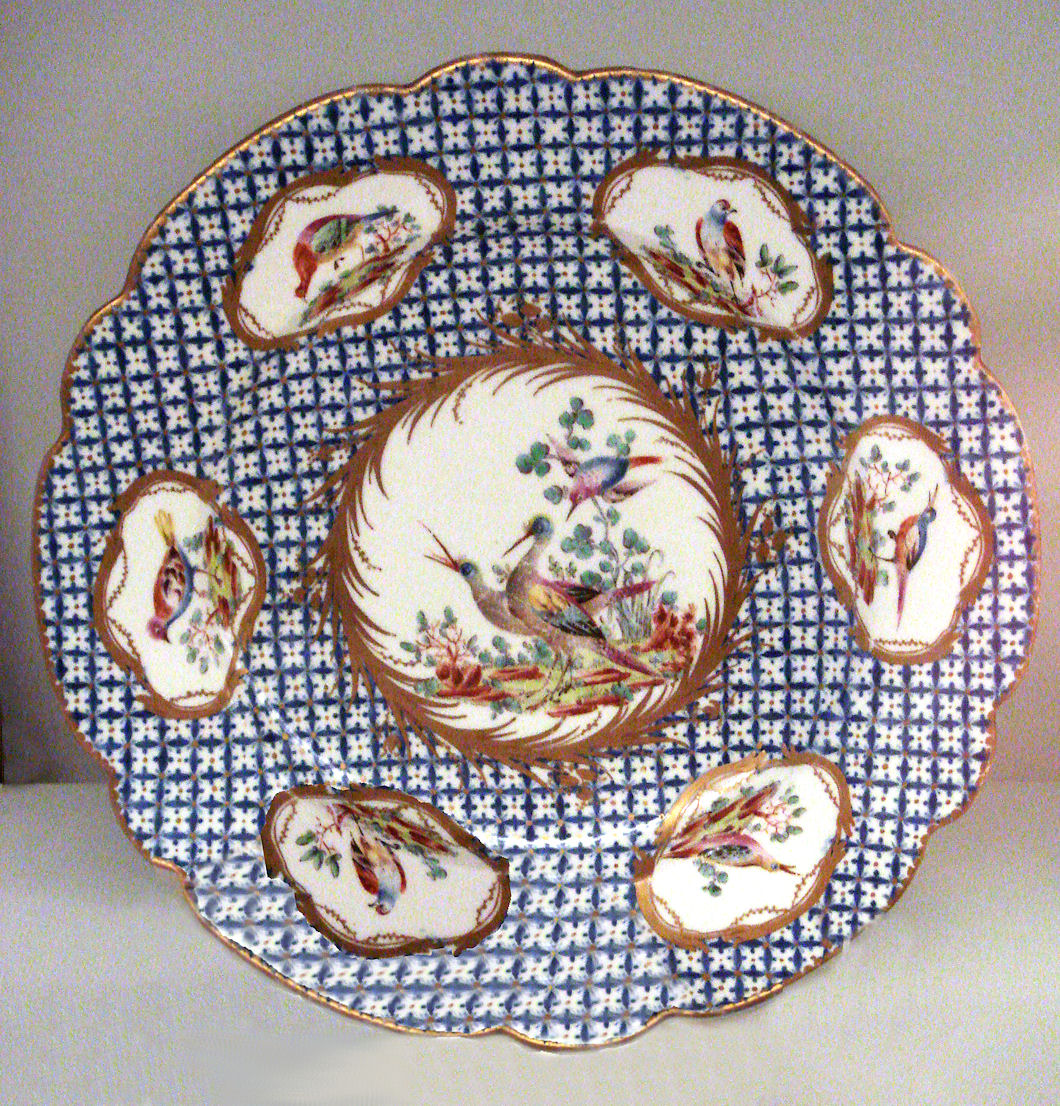
Assiette en porcelaine tendre de Chantilly (1753-1760), Paris, musée des arts décoratifs.

La Porcelaine de Chantilly est une porcelaine tendre produite de 1725 à 1792 dans la manufacture créée dans la ville de Chantilly par le duc de Bourbon au XVIIIe siècle. La production reprend après la Révolution de manière irrégulière jusqu'en 1870.

## Histoire
Dès le XVIIe siècle, l'Europe cherche le secret de fabrication de la porcelaine, afin de diminuer les coûteuses importations d'Extrême-Orient. Chantilly devient un des premiers lieux de production de la porcelaine en France, sous l'impulsion de Louis IV Henri de Bourbon-Condé, par ailleurs bâtisseur des Grandes Écuries.

### La création de la manufacture
En 1725, pour le compte du duc de Bourbon, le chimiste Cicaire Cirou met au point une pâte de porcelaine tendre, c'est-à-dire sans kaolin, mais se distinguant de la faïence par son aspect translucide. Cette pâte est obtenue à partir de matériaux extraits des sols de la région (marne de Luzarches, sable d'Aumont, etc.) et de poudre d'os broyés. Cuite à plus basse température que la porcelaine dure, elle permet l'usage d'une gamme de couleurs sous couverte beaucoup plus variée.
Un dessinateur, Jean-Antoine Fraisse, venu de Grenoble à la demande du prince, est en même temps chargé de relever les décors orientaux, tels les motifs polychromes japonais du style kakiémon dans un grand livre aquarellé destiné à servir de source d'inspiration aux décorateurs. Il s'inspire vraisemblablement pour cela des décors présents dans les riches collections princières. Un exemplaire de ce livre est aujourd'hui conservé par la bibliothèque du musée Condé.
Le duc de Bourbon fait bientôt construire une manufacture dans une rue de Chantilly alors appelée rue du Japon, et devenue aujourd'hui la rue de la Machine. En 1735, Louis XV accorde pour vingt ans un privilège à Cicaire Cirou qui se voit autorisé à produire « une porcelaine fine de toutes couleurs, espèces, formes et grandeurs à l'imitation du Japon. ». Le procédé de fabrication est amélioré, grâce à l'action de Claude Humbert Gérin, qui parvient à mettre au point une pâte plus blanche en ajoutant de l'alun calciné dans la fritte. Il réussit à obtenir une porcelaine tendre d'un blanc parfait.

### Les aléas de la production à Chantilly
Après la mort du duc de Bourbon en 1740, les commandes se font plus rares et la production diminue. L'intendant des finances, Jean-Louis Henri Orry de Fulvy, lui prend ses meilleurs ouvriers, les frères Robert et Gilles Dubois, Claude Humbert Gérin ou encore Louis François Gravant, pour fonder la Manufacture de Vincennes qui se transporte ensuite à Sèvres.
La manufacture royale de Sèvres bénéficiant par privilège de l'exclusivité des procédés les plus intéressants et des découvertes les plus récentes, Chantilly ne peut longtemps soutenir la comparaison avec sa rivale : elle se voit ainsi interdire l'emploi de la polychromie, puis des ors.
À partir de 1751, le nouveau directeur, Bucquet de Montvallier, qui avait déjà délaissé les motifs d'inspiration japonaise au profit d'un décor floral polychrome, adopte un nouveau style en camaïeu de bleu, dit « à la brindille », proche des décors sur faïence. En 1768, la découverte du kaolin de Saint-Yrieix, près de Limoges, permet enfin à Sèvres, qui en obtient l'exclusivité, de réaliser des porcelaines en pâte dure, plus proches des modèles orientaux.
La porcelaine de Chantilly continue cependant d'être produite en pâte tendre jusqu'en 1802, malgré ses nombreuses imperfections techniques. En février 1792, un Anglais, Christophe Potter, rachète la manufacture pour y faire de la faïence fine, de la porcelaine tendre et dure, mais aussi du grès fin. Il possédait à Chantilly non pas une, mais deux manufactures, celle de porcelaine dure fut créée vers 1795. Par la suite, elle fut reprise par Lallemand, puis par le maire de Chantilly, Pigory. Si la fabrication de la porcelaine tendre s'achève vers 1802 avec Christophe Potter (manufacture no 1), celle de la porcelaine dure a perduré jusqu'en 1870.

## Caractères stylistiques

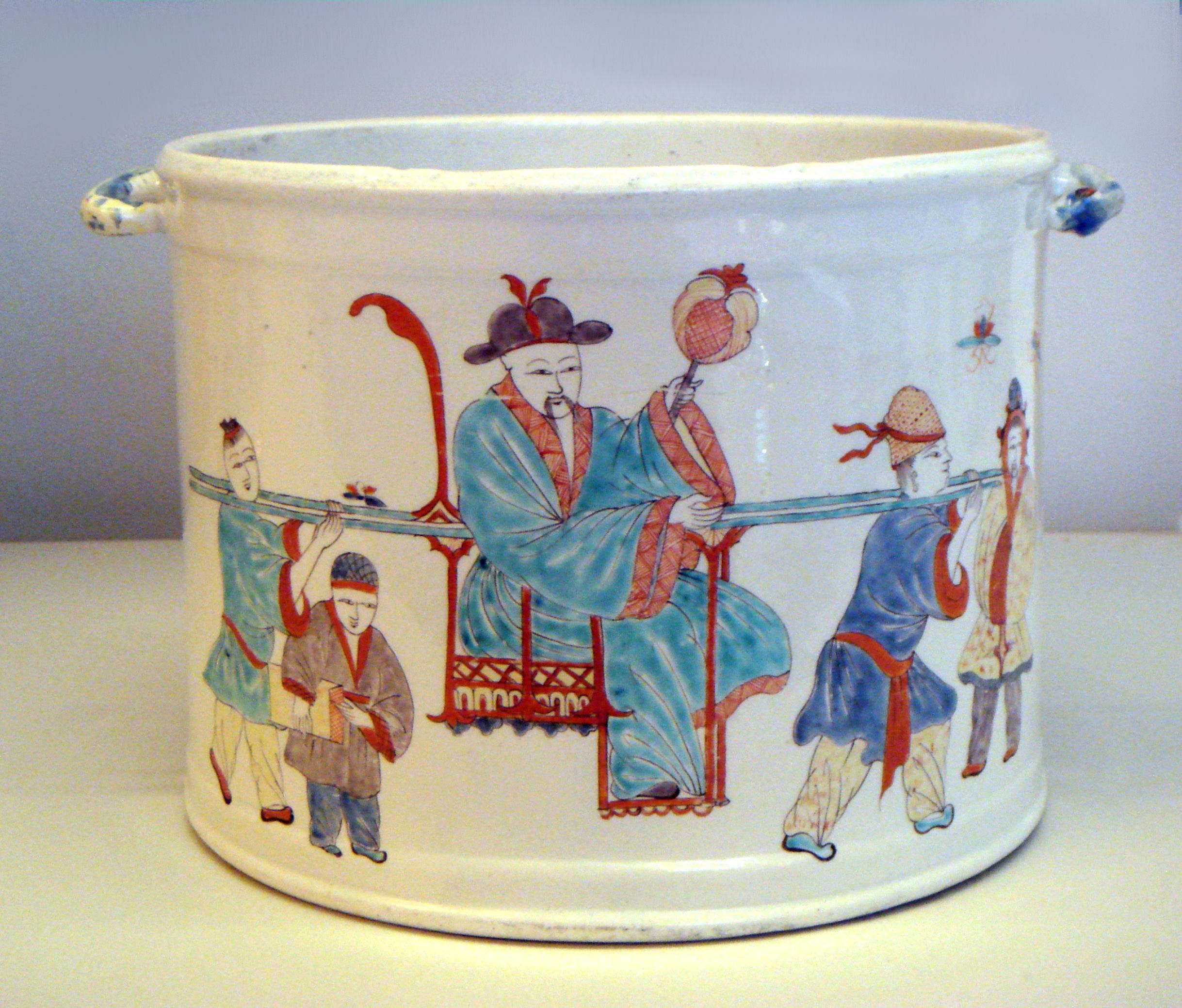
Bol à décor orientaliste, porcelaine tendre de Chantilly (1725-1755), Paris, musée des arts décoratifs.

### Élaboration des formes et du décor en relief
Les formes de Chantilly pouvaient être élaborées par coulage ou estampage, voire par tournage. Après une première cuisson dite de dégourdi, la pièce était trempée dans un bain d'émail, puis cuite à très haute température pour obtenir la porcelaine. Une première forme de décor pouvait être posée en relief par pastillage ou poinçonnage, notamment pour les prises en forme de lézard, fleurs de volubilis, etc.

### Le décor peint
Les motifs de style Kakiémon (fleurs, oiseaux, cailles, échassier, renard à la haie, jeux d'enfants…) sont tracés spontanément en brun sur émail cuit, à l'aide d'une plume ou d'un fin pinceau trempé dans un mélange de couleurs vitrifiables diluées dans l'eau sucrée. Puis on pose les cinq couleurs de la palette (rouge capucine, jaune pâle, vert tilleul, vert d'eau, bleu) à l'aide d'un pinceau à remplir. Ces couleurs sont diluées dans un mélange d'essence de térébenthine plus ou moins grasse, afin de ne pas dissoudre le tracé et d'obtenir le modelé et les transparences désirées. Comme en Extrême-Orient, le vide blanc structure et organise la composition, généralement asymétrique. Le décor sera ensuite cuit à 800 °C pour être fixé dans l'émail.

### Marques et signatures
La marque de la porcelaine de Chantilly est le cor de chasse, peint au revers de la pièce. On dénombre plusieurs types de cor de chasse tout au long du XVIIIe siècle sans pour autant pouvoir établir une typologie. Ils sont de couleur bleue, verte ou orange, sous vernis. Ils sont fréquemment accompagnés d'une lettre qui indique la série de la pièce. On peut parfois aussi observer des noms inscrits, correspondant à la comptabilité des pièces fabriquées par les ouvriers.

## Céramistes et peintres actifs à la manufacture
- Robert Dubois[5] actif de 1732 à 1738,
- Gilles Dubois[5], actif de 1736 à 1738,
- Claude Humbert Gérin[6], actif sans doute des origines jusqu'en 1740,
- Louis François Gravant[5], actif de 1737 à 1740, puis directeur de la manufacture de 1776 à 1779,
- Jean-Jacques Antheaume[5], peintre sur céramique, actif de 1753 à 1754,
- Michel Jossé Leriche[6], peintre sur porcelaine, venant de la manufacture de Sèvres, actif de 1792 à 1802,
- Joseph Zwinger[6], chimiste et peintre sur porcelaine, actif entre 1792 et 1795. Peintre allemand talentueux, il est le créateur de plus de vingt cinq fonds sur porcelaine dure, de couleurs différentes.

## La Porcelaine de Chantilly dans les collections publiques
Aux États-Unis

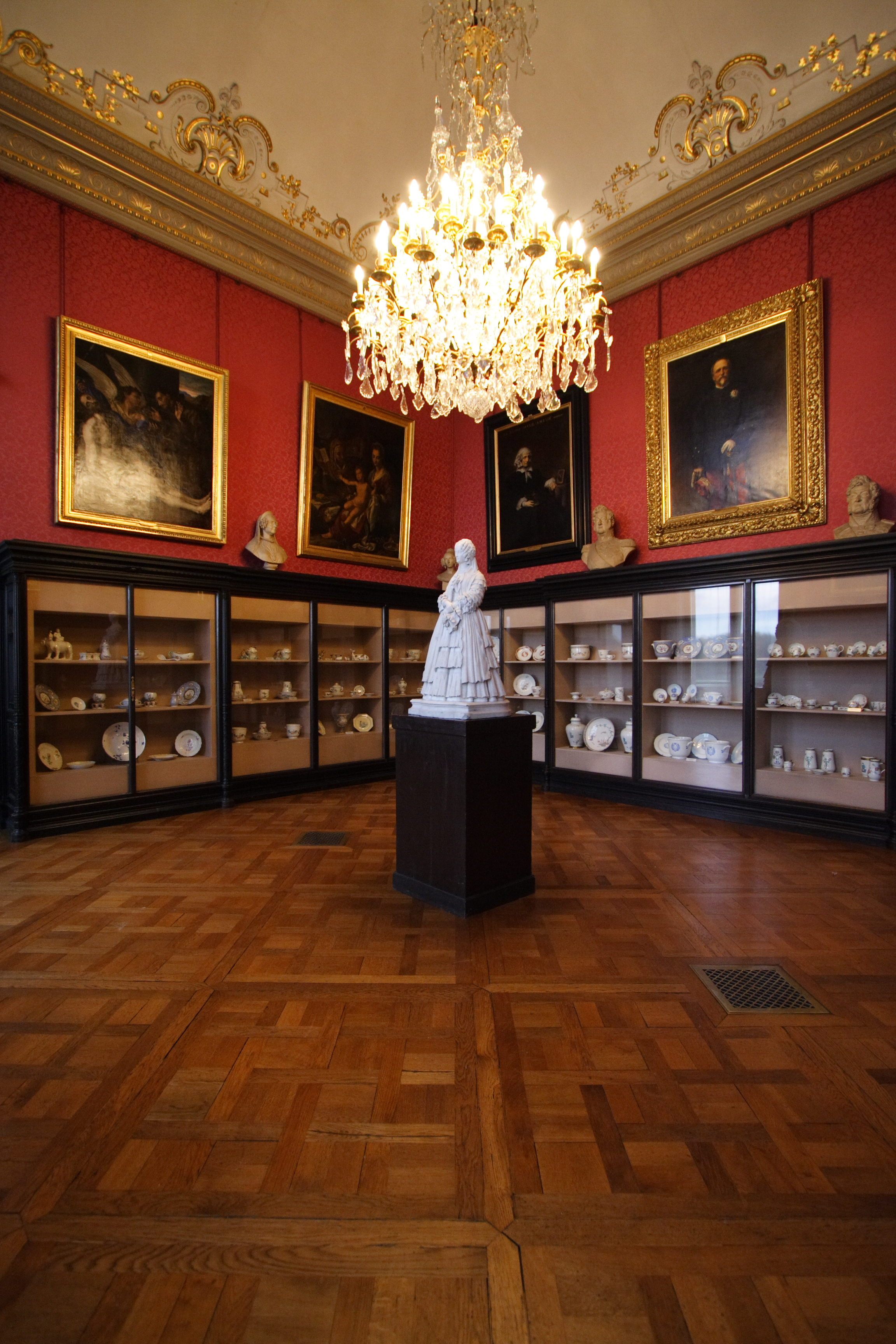
La salle des porcelaines du musée Condé à Chantilly.

- Cleveland, Cleveland Museum of Art[7] ;
- Los Angeles, Getty Center[8] ;
- New York, Metropolitan Museum of Art : plusieurs pièces sont conservées, dont un décor d'horloge[9].

En France
- Beauvais, musée départemental de l'Oise[10] ;
- Chantilly, musée Condé : ce musée conserve la plus grande collection de porcelaines de Chantilly en France ;
- Creil, musée Gallé-Juillet[11] ;
- Paris :
  - musée des arts décoratifs[12] ;
  - musée du Louvre[13] ;
- Senlis, musée d'art et d'archéologie[14] ;
- Sèvres, musée national de Céramique[15].

Au Royaume-Uni
- Londres :
  - Victoria and Albert Museum : donation Fitzhenry, composée de porcelaines européennes du XVIIIe siècle[16]. Soixante dix neuf pièces sont inscrites dans le catalogue du musée[17] ;
  - British Museum[18].